# زادور (مجارستان)
زادور (به مجاری:  Zádor) یک شهرداری در مجارستان است که در ناحیه سیگت‌وار واقع شده‌است. زادور ۱۵٫۲۲ کیلومتر مربع مساحت و ۳۹۰ نفر جمعیت دارد.